# 叉叶蓝属
叉叶蓝属（学名：Deinanthe）是绣球科下的一个属，为多年生草本或亚灌木植物。该属共有2种，分布于东亚。